# 日の出町 (さいたま市)
日の出町（ひのでちょう）は、埼玉県さいたま市岩槻区の町名。住居表示実施地区。郵便番号は339-0064。

## 地理
埼玉県さいたま市岩槻区の中心部に位置する。東武野田線（東武アーバンパークライン）岩槻駅の北東に位置し、住宅地が広がっている。

## 歴史
- 1966年（昭和41年）10月1日 – 住居表示の実施により大字岩槻の一部から日の出町が成立[4][5]。
- 2005年（平成17年）4月1日 – 岩槻市がさいたま市と合併し、さいたま市岩槻区の町名となる。

## 世帯数と人口
2017年（平成29年）10月1日現在の世帯数と人口は以下の通りである。
| 町丁     | 世帯数  | 人口    |
| -------- | ------- | ------- |
| 日の出町 | 728世帯 | 1,653人 |

## 小・中学校の学区
市立小・中学校に通う場合、学区（校区）は以下の通りとなる。
| 番地 | 小学校                 | 中学校                 |
| ---- | ---------------------- | ---------------------- |
| 全域 | さいたま市立城北小学校 | さいたま市立城北中学校 |

## 交通
地内に鉄道は敷設されていない。東武野田線（東武アーバンパークライン）岩槻駅が最寄駅となっている。
なお、かつては武州鉄道が1938年（昭和13年）まで地内に当たる場所を通っていた。

## 施設
- 竜門寺
- 市営竜門寺住宅[4]
- ふれあい広場